# 熊本連隊区
熊本連隊区（くまもとれんたいく）は、大日本帝国陸軍の連隊区の一つ。前身は熊本大隊区である。熊本県の一部または同県全域の徴兵・召集等兵事事務を取り扱った。実務は熊本連隊区司令部が執行した。1945年（昭和20年）、同域に熊本地区司令部が設けられ、地域防衛体制を担任した。

## 沿革
1888年（明治21年）5月14日、大隊区司令部条例（明治21年勅令第29号）によって熊本大隊区が設けられ、陸軍管区表（明治21年勅令第32号）により熊本県の一部が管轄区域に定められた。第6師管第11旅管に属した。この時、熊本県の残り区域は八代大隊区に属していた。
1890年（明治23年）5月20日、八代大隊区が廃止され大分大隊区が設置されたことにより、管轄区域の大幅な変更が行われた。
1896年（明治29年）4月1日、熊本大隊区は連隊区司令部条例（明治29年勅令第56号）によって連隊区に改組され、旅管が廃止となり引き続き第6師管に属した。
1903年（明治36年）2月14日、陸軍管区表が改正され、再び旅管が採用され連隊区は第6師管第11旅管に属した。
日本陸軍の内地19個師団体制に対応するため陸軍管区表が改正（明治40年9月17日軍令陸第3号）となり、1907年（明治40年）10月1日、八代連隊区などが創設され、管轄区域の変更が実施された。
1925年（大正14年）4月6日、日本陸軍の第三次軍備整理に伴い陸軍管区表が改正（大正14年軍令陸第2号）され、同年5月1日、旅管は廃され引き続き第6師管の所属となり、八代連隊区・高瀬連隊区が廃止され管轄区域が熊本県全域となった。
1940年（昭和15年）8月1日、熊本連隊区は西部軍管区熊本師管に属することとなった。
1945年には作戦と軍政の分離が進められ、軍管区・師管区に司令部が設けられたのに伴い、同年3月24日、連隊区の同域に地区司令部が設けられた。地区司令部の司令官以下要員は連隊区司令部人員の兼任である。同年4月1日、熊本師管は熊本師管区と改称された。

## 管轄区域の変遷
1888年5月14日、陸軍管区表（明治21年勅令第32号）が制定され、熊本大隊区の管轄区域は次のとおり定められた。
熊本区・飽田郡・託麻郡・宇土郡・玉名郡・山鹿郡・山本郡・菊池郡・合志郡・阿蘇郡
1890年5月20日、八代大隊区を廃止し大分大隊区を設置したことに伴い、次のとおり管轄区域が変更された。旧八代大隊区から上益城郡・下益城郡・八代郡・葦北郡・球磨郡・天草郡を編入し、大分大隊区へ山鹿郡・山本郡・菊池郡・合志郡・阿蘇郡を移管した。また熊本区を熊本市に変更した。
- 熊本県

熊本市・飽田郡・託麻郡・宇土郡・玉名郡・上益城郡・下益城郡・八代郡・葦北郡・球磨郡・天草郡
1896年4月1日、連隊区へ改組された際に管轄区域の変更はなかったが、郡制施行による郡の統廃合により陸軍管区表が改正（明治29年12月4日勅令第381号）され、1897年（明治30年）4月1日に飽田郡・託麻郡を飽託郡に変更した。
1903年2月14日、玉名郡を久留米連隊区へ移管し、阿蘇郡を大分連隊区から編入した。
1907年10月1日、八代連隊区などが新設されたことに伴い、管轄区域が陸軍管区表（明治40年9月17日軍令陸第3号）により次のとおり定められた。八代郡・葦北郡・球磨郡を八代連隊区へ、天草郡を高瀬連隊区へ移管した。
- 熊本県

熊本市・飽託郡・上益城郡・下益城郡・阿蘇郡・宇土郡
1915年（大正4年）9月13日、阿蘇郡を大分連隊区へ移管した。
1925年5月1日、陸軍管区表の改正に伴い八代連隊区・高瀬連隊区が廃止され、旧八代連隊区から八代郡・球磨郡・葦北郡を、旧高瀬連隊区から菊池郡・鹿本郡・玉名郡・天草郡を、大分連隊区から阿蘇郡を編入し、熊本県全域が管轄区域となった。その後、廃止されるまで変更はなかった。

## 司令官
熊本大隊区
- 井関正方 歩兵中佐：1888年5月14日 -
- 安田宗直 歩兵中佐：1895年11月15日[11] - 不詳
- 樗木政章 歩兵少佐：1896年3月27日[12] - 不詳

熊本連隊区
- 遠藤規方 歩兵中佐：不詳 - 1899年2月7日
- 岩元貞英 歩兵中佐：1899年2月7日 - 1900年3月5日
- 井門重晴 歩兵少佐：1900年3月5日 - 1902年4月1日
- 井門重晴 後備歩兵少佐：1902年4月1日 - 1902年9月30日
- 肥後正奇 歩兵中佐：1902年9月30日 - 1903年12月9日
- 貴志典正 歩兵少佐：1903年12月9日 -
- 加藤練太郎 歩兵中佐：1906年3月24日 - 5月29日
- 吉弘鑑徳 歩兵大佐：1906年5月29日 - 1907年3月15日
- 松前正義 歩兵少佐：1907年3月15日 - 10月11日
- 溝口藤之進 歩兵中佐：1907年10月11日 - 1910年2月13日
- 岩本宗太郎 歩兵少佐：1910年2月13日 - 1913年12月24日
- 岡崎武槌 歩兵中佐：1913年12月24日 - 1916年8月18日
- 下条英四郎 歩兵中佐：1916年8月18日 -
- 村山鉄男 歩兵大佐：不詳 - 1922年8月15日[13]
- 宅間豊彦 歩兵大佐：1922年8月15日[13] - 1923年8月6日[14]
- 木村恒夫 歩兵大佐：1923年8月6日[14] -
- 藤野嘉市 歩兵大佐：不詳 - 1928年8月10日[15]
- 塘覚衛 歩兵大佐：1928年8月10日[15] -
- 田村元一 歩兵大佐：1931年3月28日[16] -
- 原田龍之助 歩兵大佐：不詳 - 1935年8月1日[17]
- 横山鎮明 歩兵大佐：1935年8月1日[17] -
- 小佐治量平 歩兵大佐：1937年3月31日[18] -
- 平井卯輔 騎兵大佐：1939年3月9日[19] -

熊本連隊区兼熊本地区司令官
- 津田辰参 予備役陸軍少将：1945年3月31日[20] -

熊本連隊区
- 宮脇幸助 陸軍少将：1945年10月18日[21] -